# Actenodes mendax
Actenodes mendax är en skalbaggsart som beskrevs av Horn 1891. Actenodes mendax ingår i släktet Actenodes och familjen praktbaggar. Inga underarter finns listade i Catalogue of Life.